# 39ste Césaruitreiking
De 39ste Césaruitreiking, waarbij prijzen werden uitgereikt aan de beste prestaties in Franse films in 2013, vond plaats op 28 februari 2014 in het Théâtre du Châtelet in Parijs. De ceremonie wordt georganiseerd door de Académie des arts et techniques du cinéma. De nominaties werden bekendgemaakt op 31 januari 2014.
De grote winnaar was Les Garçons et Guillaume, à table ! van Guillaume Gallienne met vijf Césars. L'Inconnu du lac, La Vie d'Adèle (elk acht nominaties) en La Vénus à la fourrure (zeven nominaties) behaalden slechts één César.

## Nominaties & winnaars

### Beste film

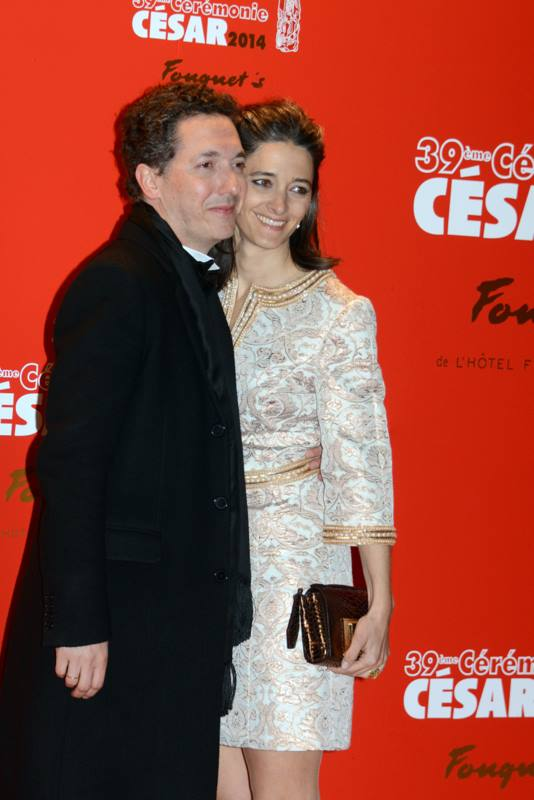
Guillaume Gallienne, hier samen met zijn echtgenote, met de César voor beste film en de César voor beste acteur.

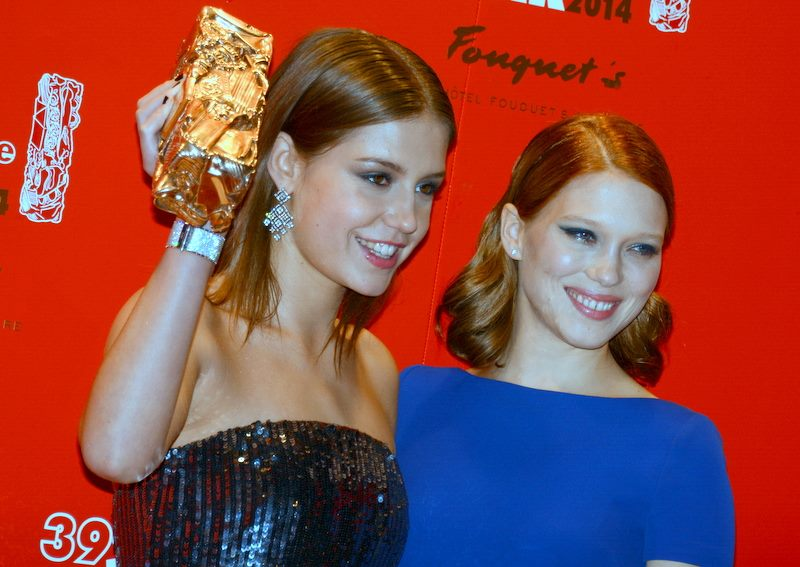
Adèle Exarchopoulos met de César voor beste jong vrouwelijk talent en Léa Seydoux, genomineerd voor beste actrice.

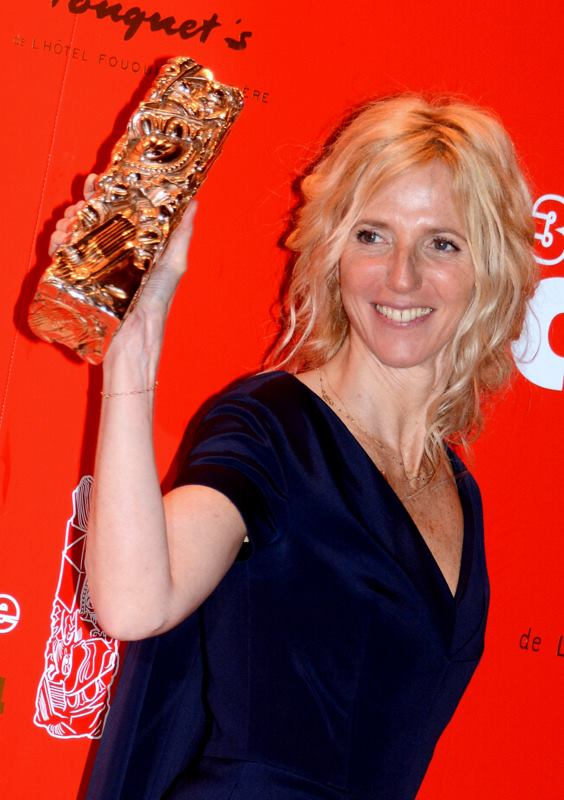
Sandrine Kiberlain met de César voor beste actrice.

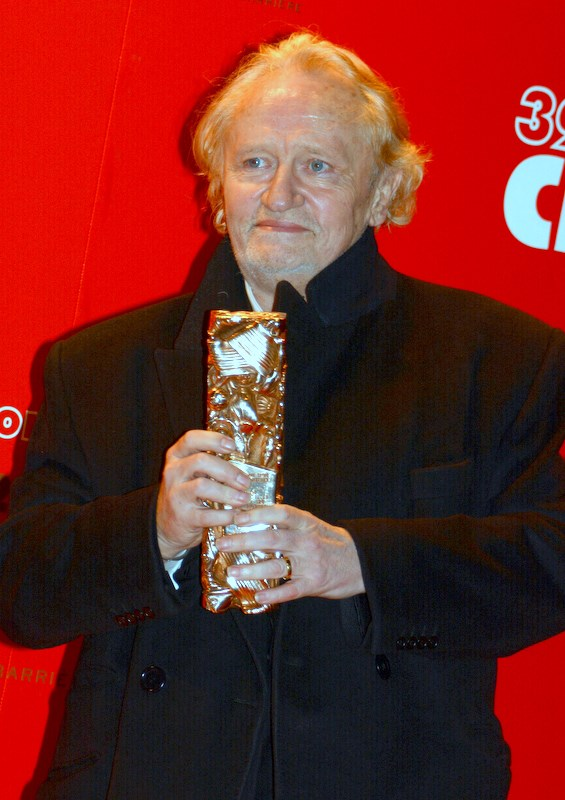
Niels Arestrup met de César voor beste acteur in een bijrol.

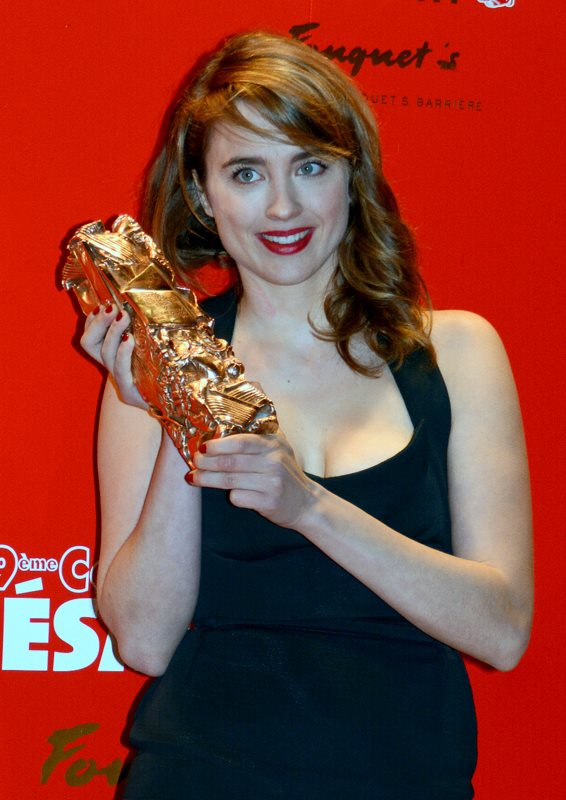
Adèle Haenel met de César voor beste actrice in een bijrol.

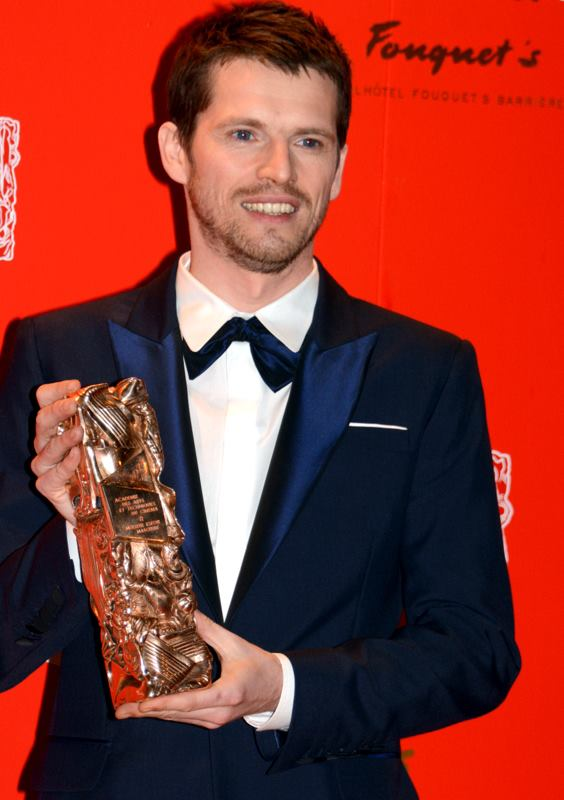
Pierre Deladonchamps met de César voor beste jong mannelijk talent.

- Les Garçons et Guillaume, à table !
  - 9 mois ferme
  - L'Inconnu du lac
  - Jimmy P. (Psychothérapie d'un Indien des plaines)
  - Le Passé
  - La Vénus à la fourrure
  - La Vie d'Adèle

### Beste regisseur
- Roman Polanski - La Vénus à la fourrure
  - Albert Dupontel - 9 mois ferme
  - Guillaume Gallienne - Les Garçons et Guillaume, à table !
  - Alain Guiraudie - L'Inconnu du lac
  - Arnaud Desplechin - Jimmy P. (Psychothérapie d'un Indien des plaines)
  - Asghar Farhadi - Le Passé
  - Abdellatif Kechiche - La Vie d'Adèle

### Beste acteur
- Guillaume Gallienne - Les Garçons et Guillaume, à table !
  - Mathieu Amalric - La Vénus à la fourrure
  - Michel Bouquet - Renoir
  - Albert Dupontel - 9 mois ferme
  - Grégory Gadebois - Mon âme par toi guérie
  - Fabrice Luchini - Alceste à bicyclette
  - Mads Mikkelsen - Michael Kohlhaas

### Beste actrice
- Sandrine Kiberlain - 9 mois ferme
  - Fanny Ardant - Les Beaux Jours
  - Bérénice Bejo - Le Passé
  - Catherine Deneuve - Elle s'en va
  - Sara Forestier - Suzanne
  - Emmanuelle Seigner - La Vénus à la fourrure
  - Léa Seydoux - La Vie d'Adèle

### Beste acteur in een bijrol
- Niels Arestrup - Quai d'Orsay
  - Patrick Chesnais - Les Beaux Jours
  - Patrick d'Assumçao - L'Inconnu du lac
  - François Damiens - Suzanne
  - Olivier Gourmet - Grand Central

### Beste actrice in een bijrol
- Adèle Haenel - Suzanne
  - Marisa Borini - Un château en Italie
  - Françoise Fabian - Les Garçons et Guillaume, à table !
  - Julie Gayet - Quai d'Orsay
  - Géraldine Pailhas - Jeune et Jolie

### Beste jong mannelijk talent
- Pierre Deladonchamps - L'Inconnu du lac
  - Paul Bartel - Les Petits Princes
  - Paul Hamy - Suzanne
  - Vincent Macaigne - La Fille du 14 juillet
  - Nemo Schiffman - Elle s'en va

### Beste jong vrouwelijk talent
- Adèle Exarchopoulos - La Vie d'Adèle
  - Lou de Laâge - Jappeloup
  - Pauline Étienne - La Religieuse
  - Golshifteh Farahani - Syngué sabour. Pierre de patience
  - Marine Vacth - Jeune et Jolie

### Beste origineel script
- 9 mois ferme – Albert Dupontel
  - Alceste à bicyclette – Philippe Le Guay
  - L'Inconnu du lac – Alain Guiraudie
  - Le Passé – Asghar Farhadi
  - Suzanne – Katell Quillévéré, Mariette Désert

### Beste bewerkt script
- Les Garçons et Guillaume, à table ! – Guillaume Gallienne
  - Jimmy P. (Psychothérapie d'un Indien des plaines) – Arnaud Desplechin
  - Quai d'Orsay – Bertrand Tavernier, Christophe Blain, Antonin Baudry
  - La Vénus à la fourrure – Roman Polanski & David Ives
  - La Vie d'Adèle – Abdellatif Kechiche & Ghalya Lacroix

### Beste decor
- L'Écume des jours – Stéphane Rozenbaum
  - L'Extravagant Voyage du jeune et prodigieux T. S. Spivet – Aline Bonetto
  - Les Garçons et Guillaume, à table ! – Sylvie Olivé
  - Michael Kohlhaas – Yan Arlaud
  - Renoir – Benoît Barouh

### Beste kostuums
- Renoir – Pascaline Chavanne
  - L'Écume des jours – Florence Fontaine
  - L'Extravagant Voyage du jeune et prodigieux T. S. Spivet – Madeline Fontaine
  - Les Garçons et Guillaume, à table ! – Olivier Bériot
  - Michael Kohlhaas – Anina Diener

### Beste cinematografie
- L'Extravagant Voyage du jeune et prodigieux T. S. Spivet – Thomas Hardmeier
  - L'Inconnu du lac – Claire Mathon
  - Michael Kohlhaas – Jeanne Lapoirie
  - Renoir – Mark Lee Ping-Bin
  - La Vie d'Adèle – Sofian El Fani

### Beste montage
- Les Garçons et Guillaume, à table ! – Valérie Deseine
  - 9 mois ferme – Christophe Pinel
  - L'Inconnu du lac – Jean-Christophe Hym
  - La Vie d'Adèle – Camille Toubkis, Albertine Lastera, Jean-Marie Lengelle, Ghalya Lacroix
  - Le Passé – Juliette Welfling

### Beste geluid
- Michael Kohlhaas – Jean Mallet, Jean-Pierre Duret, Mélissa Petitjean
  - L'Inconnu du lac – Philippe Grivel, Nathalie Vidal
  - Les Garçons et Guillaume, à table ! – Marc-Antoine Beldent, Loïc Prian, Olivier Dô Huu
  - La Vénus à la fourrure – Lucien Balibar, Nadine Muse, Cyril Holtz
  - La Vie d'Adèle – Jérôme Chenevoy, Fabien Pochet, Roland Voglaire, Jean-Paul Hurier

### Beste filmmuziek
- Michael Kohlhaas – Martin Wheeler
  - Casse-tête chinois – Loïc Dury, Christophe Minck
  - Alceste à bicyclette – Jorge Arriagada
  - L'Écume des jours – Étienne Charry
  - La Vénus à la fourrure – Alexandre Desplat

### Beste debuutfilm
- Les Garçons et Guillaume, à table ! - Guillaume Gallienne
  - La Bataille de Solférino - Justine Triet
  - En solitaire - Christophe Offenstein
  - La Fille du 14 juillet - Antonin Peretjatko
  - La Cage Dorée - Ruben Alves

### Beste animatiefilm
- Loulou, l'incroyable secret - Éric Omond & Grégoire Solotareff
  - Aya de Yopougon - Marguerite Abouet & Clément Oubrerie
  - Ma maman est en Amérique, elle a rencontré Buffalo Bill - Marc Boréal & Thibaut Chatel

### Beste documentaire
- Sur le chemin de l'école - Pascal Plisson
  - Comment j'ai détesté les maths - Olivier Peyon
  - Le Dernier des injustes - Claude Lanzmann
  - Il était une forêt - Luc Jacquet
  - La Maison de la radio - Nicolas Philibert

### Beste buitenlandse film
- The Broken Circle Breakdown 
  - Blancanieves 
  - Blue Jasmine 
  - Dead Man Talking 
  - Django Unchained 
  - La grande bellezza 
  - Gravity

### Beste korte film
- Avant que de tout perdre - Xavier Legrand
  - Bambi - Sébastien Lifshitz
  - La Fugue - Jean-Bernard Marlin
  - Les Lézards - Vincent Mariette
  - Marseille la nuit - Marie Monge

### Beste korte animatiefilm
- Mademoiselle Kiki et les Montparnos - Amélie Harrault
  - Lettres de femmes - Augusto Zavonello

### Ere-César
- Scarlett Johansson voor haar volledige carrière.